# قلنالك حبيناك (ألبوم)
قلنالك حبيناك هو الألبوم الرابع للفنانة اللبنانية نوال الزغبي، تم إصدار الألبوم في عام 1996 من قبل شركة ميوزيك بوكس انترناشونال

## أغاني الألبوم
1. زي ما لفيت
2. أعمل معروف
3. قلبي هواك
4. عصر المعجزات
5. ما تعتبوش علينا
6. قلنالك حبيناك